# Girolamo Casanate
Girolamo Casanate (Napoli, 13 febbraio 1620 – Roma, 3 marzo 1700) è stato un cardinale italiano.

## Biografia
Nato da una famiglia di origine spagnola, proveniente da Aoiz nella Navarra, si laureò in utroque iure nel 1635. Suo padre Mattia fu luogotenente della Regia Camera della Sommaria dal 1639 al 1642 e Grassiere o prefetto dell'annona dal 1637 al 1651. Per volere del padre si dedicò prima all'attività forense e in seguito intraprese la vita ecclesiastica.
Presso la Santa Sede svolse incarichi prestigiosi quali governatore della Sabina, di Fabriano, di Camerino, di Ancona. Nel 1658 fu nominato inquisitore a Malta. Il suo ruolo comprendeva la difesa della dottrina cattolica e la salvaguardia degli interessi pontifici dall'Ordine Gerosolimitano.
Nel 1663 ritornò a Roma e ricevette diversi incarichi: divenne segretario della Congregazione dei riti e di Propaganda Fide; fu nominato assessore del Santo Uffizio e protettore di diversi ordini religiosi. Infine divenne bibliotecario di Santa Romana Chiesa. Fra le sue passioni si ricorda in particolare quella di bibliofilo, che aveva ereditato dal padre Mattia, dal quale aveva ricevuto in eredità una collezione di circa 1600 volumi. Nel corso della sua vita, il cardinale Casanate arricchì la collezione che alla sua morte, avvenuta il 3 marzo 1700 (sei mesi prima di Papa Innocenzo XII), contava oltre 25.000 volumi. Questa importante collezione fu lasciata in eredità ai padri domenicani e costituì il primo nucleo della Biblioteca Casanatense.